# Erik van den Doel
Erik van den Doel est un joueur d'échecs néerlandais né le 15 mai 1979 à Leyde. Grand maître international depuis 1998, il a remporté le championnat d'Europe d'échecs des nations avec les Pays-Bas en 2001 et 2005 ainsi que la médaille de bronze individuelle lors de l'édition de 2001.
Au 1er septembre 2018, il est le septième joueur néerlandais avec un classement Elo de 2 604 points.
Van der Doel finit deuxième du championnat d'échecs des Pays-Bas en 2001.
Il a représenté les Pays-Bas lors de quatre olympiades de 1998 à 2006 (l'équipe néerlandaise finit sixième en 2002).